# 1801 год
1801 (ты́сяча восемьсо́т пе́рвый) год  по григорианскому календарю — невисокосный год, начинающийся в четверг. Это 1801 год нашей эры, 1‑й год 1‑го десятилетия XIX века 2‑го тысячелетия, 2‑й год 1800‑х годов. Он закончился 224 года назад.
| Пн | Вт | Ср | Чт | Пт | Сб | Вс |
|    |    |    | 1  | 2  | 3  | 4  |
| 5  | 6  | 7  | 8  | 9  | 10 | 11 |
| 12 | 13 | 14 | 15 | 16 | 17 | 18 |
| 19 | 20 | 21 | 22 | 23 | 24 | 25 |
| 26 | 27 | 28 | 29 | 30 | 31 |    |

| Пн | Вт | Ср | Чт | Пт | Сб | Вс |
|    |    |    |    |    |    | 1  |
| 2  | 3  | 4  | 5  | 6  | 7  | 8  |
| 9  | 10 | 11 | 12 | 13 | 14 | 15 |
| 16 | 17 | 18 | 19 | 20 | 21 | 22 |
| 23 | 24 | 25 | 26 | 27 | 28 |    |

| Пн | Вт | Ср | Чт | Пт | Сб | Вс |
|    |    |    |    |    |    | 1  |
| 2  | 3  | 4  | 5  | 6  | 7  | 8  |
| 9  | 10 | 11 | 12 | 13 | 14 | 15 |
| 16 | 17 | 18 | 19 | 20 | 21 | 22 |
| 23 | 24 | 25 | 26 | 27 | 28 | 29 |
| 30 | 31 |    |    |    |    |    |

| Пн | Вт | Ср | Чт | Пт | Сб | Вс |
|    |    | 1  | 2  | 3  | 4  | 5  |
| 6  | 7  | 8  | 9  | 10 | 11 | 12 |
| 13 | 14 | 15 | 16 | 17 | 18 | 19 |
| 20 | 21 | 22 | 23 | 24 | 25 | 26 |
| 27 | 28 | 29 | 30 |    |    |    |

| Пн | Вт | Ср | Чт | Пт | Сб | Вс |
|    |    |    |    | 1  | 2  | 3  |
| 4  | 5  | 6  | 7  | 8  | 9  | 10 |
| 11 | 12 | 13 | 14 | 15 | 16 | 17 |
| 18 | 19 | 20 | 21 | 22 | 23 | 24 |
| 25 | 26 | 27 | 28 | 29 | 30 | 31 |

| Пн | Вт | Ср | Чт | Пт | Сб | Вс |
| 1  | 2  | 3  | 4  | 5  | 6  | 7  |
| 8  | 9  | 10 | 11 | 12 | 13 | 14 |
| 15 | 16 | 17 | 18 | 19 | 20 | 21 |
| 22 | 23 | 24 | 25 | 26 | 27 | 28 |
| 29 | 30 |    |    |    |    |    |

| Пн | Вт | Ср | Чт | Пт | Сб | Вс |
|    |    | 1  | 2  | 3  | 4  | 5  |
| 6  | 7  | 8  | 9  | 10 | 11 | 12 |
| 13 | 14 | 15 | 16 | 17 | 18 | 19 |
| 20 | 21 | 22 | 23 | 24 | 25 | 26 |
| 27 | 28 | 29 | 30 | 31 |    |    |

| Пн | Вт | Ср | Чт | Пт | Сб | Вс |
|    |    |    |    |    | 1  | 2  |
| 3  | 4  | 5  | 6  | 7  | 8  | 9  |
| 10 | 11 | 12 | 13 | 14 | 15 | 16 |
| 17 | 18 | 19 | 20 | 21 | 22 | 23 |
| 24 | 25 | 26 | 27 | 28 | 29 | 30 |
| 31 |    |    |    |    |    |    |

| Пн | Вт | Ср | Чт | Пт | Сб | Вс |
|    | 1  | 2  | 3  | 4  | 5  | 6  |
| 7  | 8  | 9  | 10 | 11 | 12 | 13 |
| 14 | 15 | 16 | 17 | 18 | 19 | 20 |
| 21 | 22 | 23 | 24 | 25 | 26 | 27 |
| 28 | 29 | 30 |    |    |    |    |

| Пн | Вт | Ср | Чт | Пт | Сб | Вс |
|    |    |    | 1  | 2  | 3  | 4  |
| 5  | 6  | 7  | 8  | 9  | 10 | 11 |
| 12 | 13 | 14 | 15 | 16 | 17 | 18 |
| 19 | 20 | 21 | 22 | 23 | 24 | 25 |
| 26 | 27 | 28 | 29 | 30 | 31 |    |

| Пн | Вт | Ср | Чт | Пт | Сб | Вс |
|    |    |    |    |    |    | 1  |
| 2  | 3  | 4  | 5  | 6  | 7  | 8  |
| 9  | 10 | 11 | 12 | 13 | 14 | 15 |
| 16 | 17 | 18 | 19 | 20 | 21 | 22 |
| 23 | 24 | 25 | 26 | 27 | 28 | 29 |
| 30 |    |    |    |    |    |    |

| Пн | Вт | Ср | Чт | Пт | Сб | Вс |
|    | 1  | 2  | 3  | 4  | 5  | 6  |
| 7  | 8  | 9  | 10 | 11 | 12 | 13 |
| 14 | 15 | 16 | 17 | 18 | 19 | 20 |
| 21 | 22 | 23 | 24 | 25 | 26 | 27 |
| 28 | 29 | 30 | 31 |    |    |    |

## События

### Январь
- 1 января
  - Упразднение парламента в Ирландии после очередных волнений. Объявлена парламентская уния двух стран[1].
  - Открыта Церера (ныне считается карликовой планетой, а в XIX-XX веках — первым астероидом).
- 20 января — в США федералист Джон Маршалл назначен главным судьёй Верховного суда[2].
- 26 января — на Гаити армия Франсуа Туссена-Лувертюра добилась капитуляции испанских войск в восточной части острова. Через день в испанском Санто-Доминго отменено рабство[3].
- 31 января — издан манифест о присоединении Картли-Кахетии к России[4][5].

### Февраль
- 2 февраля — отставка британского правительства во главе с Уильямом Питтом. Премьер-министром становится Генри Аддингтон[1].
- 9 февраля — в Люневиле Жозеф Бонапарт и Людвиг фон Кобенцль подписали мир между Францией и Австрией[6].
- 13 февраля — в США принят закон об увеличении численности государственного аппарата[2].
- 16 февраля — присоединение Восточной Грузии к Российской империи после обращения местного царя Давида XII.
- 27 февраля — первый консул Франции Наполеон Бонапарт направляет российскому императору Павлу I письмо с сообщением о планируемой высадке в Англии, закрытии всех портов Европы для британских судов и товаров и с просьбой о посредничестве императора в деле закрепления Египта за Францией[7].

### Март
- 4 марта — вступил на пост 3-й президент США Томас Джефферсон[2].
- 16 марта — потерпел крушение британский линейный корабль «Invincible»; погибло около 400 человек.
- 21 марта — англо-турецкие войска в Египте разбили французскую армию при Александрии[8].
- 24 марта — убит российский император Павел I, престол занял его сын Александр I[5].
- 27 марта — в Российской империи восстановлены дворянские выборы и объявлена амнистия эмигрантам[5].
- 28 марта — в Российской империи снят запрет на ввоз товаров из Европы[5].
- 29 марта — договор между Францией и Испанией закрепляет за Францией Луизиану и создаёт королевство Этрурию во главе с инфантом Пармским. Испания обязалась оккупировать Португалию[9].

### Апрель
- 2 апреля — флот британского адмирала Горацио Нельсона обстреливает столицу Дании Копенгаген[10].
- 6 апреля (16 жерминаля IX года) — казнь покушавшихся на Наполеона Бонапарта Сен-Режана и Карбона[11].
- 7 апреля — из Бомбея отплыла англо-индусская армия генерала Бэрда для борьбы с французскими войсками в Египте[1].
- 11 апреля — в Российской империи император Александр I учредил негласный совет из близких себе людей, названный Комитетом общественного спасения[12].
- 13 апреля — в Российской империи разрешён свободный выезд и въезд в страну[5].
- 18 апреля — в Великобритании продлена приостановка действия Habeas Corpus Act[1].
- 26 апреля — в Российской империи восстановлена Жалованная грамота дворянству и упразднена Тайная экспедиция[12].
- 28 апреля — посланнику Российской империи в Париже Степану Колычёву направлены новые инструкции, отменяющие прежние инструкции Павла I[13].

### Май
- 8 мая — Император Всероссийский Александр I отказался от титула великого магистра Мальтийского ордена, повелел убрать мальтийский крест с государственного герба и исключил орден Св. Иоанна Иерусалимского из списка орденов Российской империи[14].
- 9 мая — принята республиканская конституция Сан-Доминго. Франсуа Доминик Туссен-Лувертюр назначен пожизненным генерал-губернатором Сан-Доминго[15].
- 18 мая — в Российской империи отменено эмбарго с британских торговых судов[12].
- 20 мая — начался трёхнедельный военный конфликт между Испанией и Португалией, получивший название Апельсиновая война[11].
- 29 мая — Наполеон Бонапарт утвердил новую конституцию Гельветической республики («Мальмезонская конституция»)[11].
- 30 мая — в Российской империи запрещено продавать людей без земли[12].

### Июнь
- 6 июня — Бадахосский договор между Португалией и Испанией. Португальские порты закрыты для британских судов[11].
- 16 июня — англо-индусская армия высаживается в Косейре (Египет) разбив заслоны французского генерала Беллиара[16].
- 17 июня — заключена Петербургская морская конвенция между Россией и Англией[17].

### Июль
- 7 июля — англо-индусская армия генерала Бэрда в Египте достигает берега реки Нил и начинает марш к Каиру[16].
- 15 июля — подписан конкордат между Наполеоном Бонапартом и папой римским Пием VII[11].

### Август
- 3 августа — англо-индусская армия генерала Бэрда вступает в Каир и объединяется с британской армией[16].
- 30 августа — французская армия сдаёт Александрию в Египте и эвакуируется на условиях соглашения в Эль-Арише[11].

### Сентябрь
- 8 сентября — в Санкт-Петербурге заложен Казанский собор (архитектор А. Н. Воронихин). Его строительство было завершено через 10 лет, а после войны 1812 года он воспринимался как памятник ратных побед русского народа в Отечественной войне 1812 года.
- 12 сентября — Присоединение к России Газаха, Борчалы, Шамшадили и Памбека в результате подписания императором Александром I Манифеста о присоединении к России Восточной Грузии.
- 16 сентября — в Париж для заключения мирного договора прибыл новый российский посланник граф Аркадий Иванович Морков[17].
- 26 сентября — французская армия разгоняет законодательные палаты Батавской республики[11].

### Октябрь
- 1 октября — прелиминарный мирный договор между Францией и Англией. Правители Англии перестают носить формальный титул правителей Франции, который носили со времени договора в Труа в 1420 году[1].
- 6 октября — несмотря на провал референдума по принятию конституции Наполеон Бонапарт своей декларацией вводит в действие новую конституцию Батавской республики[11].
- 9 октября — в Париже заключён прелиминарный мирный договор между Османской империей и Францией[8].
- 10 октября — в Париже заключён мирный договор между Россией и Францией[12].
- 28 октября — распущен Сейм Гельветической республики. Вместо него сформирован Сенат и малый совет[11].

### Ноябрь
- 11 ноября — в Индии заключён договор между Англией и Аудом. Набоб-визир Саадат признал британский протекторат и уступил англичанам половину своих владений[18].
- 17 ноября — в Санкт-Петербург прибыл французский посланник полковник Арман Огюстен Луи де Коленкур[19].
- 21 ноября — избран первый ландманн (правитель) Гельветической республики[11].
- 22 ноября — из Бреста (Франция) для восстановления французского господства над Гаити отплыл экспедиционный корпус дивизионного генерала Шарля Леклерка[15].
- 28 ноября — умер французский минералог и геолог Деодат де Доломью. В честь него, в частности, назван минерал доломит, из числа мраморов.

### Декабрь
- 5 декабря — начались переговоры Англии и Франции о заключении постоянного мирного договора[20].
- 8 декабря — президент США Томас Джефферсон направляет конгрессу послание об экономии расходов и смягчении законов о натурализации и от мятежах[2].
- 20 декабря — в Париж для переговоров прибыл представитель Российской империи генерал от инфантерии граф Георг Магнус Спренгтпортен[21].
- 24 декабря — в Российской империи принят именной указ о купле-продаже земли[12].

## Родились
См. также: Категория:Родившиеся в 1801 году
- 9 января — Осип Михайлович Ковалевский, польский и русский монголовед и тибетолог (ум. 1878).
- 28 января — Жан Виктор Адам, французский литограф и живописец (ум. 1867).
- 28 февраля — Мотеюс Валанчюс, литовский писатель и церковный деятель (ум. в 1875).
- 17 марта — Александр Николаевич Креницын, русский поэт (ум. 1865).
- 11 апреля — Козьма Прутков, директор Пробирной Палатки, действительный статский советник, кавалер ордена св. Станислава 1-й степени, автор стихов, басен, пьес и афоризмов.
- 14 июня — Антоний Болеслав Глебович, польский публицист, переводчик и издатель (ум. 1847).
- 15 июня — Карло Каттанео, итальянский писатель и политический деятель (ум. 1869).
- 1 августа — Ксенофонт Алексеевич Полевой, русский писатель, литературный критик, журналист, книгоиздатель (ум. 1867).
- 8 августа — Виктор Жакмон, французский путешественник, ботаник, геолог (ум. 1832).
- 24 сентября — Михаил Васильевич Острогра́дский, русский и украинский математик и механик (ум. в 1862).
- 16 октября — Йосип Елачич-Бужимский, генерал, граф, хорватский военный и государственный деятель (ум.1859)
- 3 ноября — Винченцо Беллини, итальянский композитор (ум. 1835).
- 22 ноября — Владимир Иванович Даль, русский писатель, врач, составитель «Толкового словаря живого великорусского языка» (ум. 1872).
- 27 ноября — Александр Егорович Варламов, русский композитор (ум. 1848).
- 8 декабря — Альберт Йегер, австрийский монах-бенедиктинец и историк (ум. 1891).

## Скончались
См. также: Категория:Умершие в 1801 году
- 2 января — Иоганн Каспар Лафатер, швейцарский писатель и физиономист (р. 1741).
- 14 марта — Игнацы Красицкий, польский поэт, драматург и публицист (р. 1735).
- 24 марта — Павел I, российский император (р. 1754).
- 25 марта — Новалис, немецкий натурфилософ, писатель, поэт мистического мироощущения, один из йенских романтиков (р. 1772).
- 5 ноября — Мотоори Норинага, японский научный и культурный деятель периода Эдо (р. 1730).
- 28 ноября — Деода де Доломьё, известный французский геолог и минералог, в честь которого назван минерал доломит (р. 1750).